# Лакава, Матиас
Мати́ас Рафаэ́ль Лака́ва Гонса́лес (исп. Matías Rafael Lacava González; родился 24 октября 2002, Каракас) — венесуэльский футболист, полузащитник клуба «Академия Пуэрто-Кабельо».

## Клубная карьера
Уроженец Каракаса, Матиас начал играть в футбол в местной команде «Фрательса Спорт», а в 2013 году стал игроком футбольной академии «Барселоны». С 2015 по 2018 год выступал в молодёжной команде итальянского «Лацио», а в январе 2019 года стал игроком молодёжной команды португальской «Бенфики». Летом 2019 года вернулся в Венесуэлу, где стал игроком клуба «Академия Пуэрто-Кабельо», выступающего в высшем дивизионе чемпионата Венесуэлы.
28 июля 2019 года дебютировал в основном составе «Академия Пуэрто-Кабельо» в матче против «Арагуа». 3 августа 2019 года сделал «дубль» в матче против «Метрополитанос».

## Карьера в сборной
Выступал за сборные Венесуэлы до 17 и до 23 лет.